# 불꽃숭이
| 번호: 390 | 타입: 불꽃 | 진화전: 없음 | 진화후: 파이숭이 / 초염몽 |

불꽃숭이(Chimchar, 일본어: ヒコザル 히코자루[*])는 포켓몬스터 시리즈에 등장하는 가공의 캐릭터이다.

## 특징
원숭이를 모티브로 제작되었다.

## 게임에서의 불꽃숭이
《포켓몬스터DP 디아루가·펄기아》와 《포켓몬스터Pt 기라티나》의 스타팅 포켓몬이다. 이후 레벨이 상승하면, 파이숭이, 초염몽으로 진화한다. 

## 애니메이션에서의 불꽃숭이
《포켓몬스터 DP》에서 지우의 포켓몬으로 등장한다.

## 그 외에서의 불꽃숭이
포켓몬스터 극장판 10기 《디아루가 VS 펄기아 VS 다크라이》에서 지우일행에게 도움을 주는 '아라모스'타운의 '엘리스'의 포켓몬으로 등장한다. 《포켓몬스터 스페셜》에서 펄의 포켓몬으로 등장한다.

## 같이 보기
- 포켓몬의 목록